# Dermoidcysta

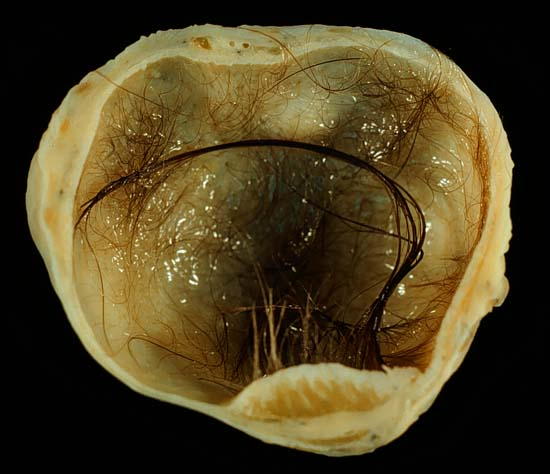
Dermoidcysta från en äggstock. Den är 4 cm, innehåller hår, och en nervcell.

Dermoidcysta är ett medfött mellanting mellan cysta och tumör av typen teratom, som i egenskap av teratom innehåller tumörceller som skiljer sig från cellerna i vävnaden där den uppkommer. Dermoidcystan kan innehålla hår, tänder, hud,  och svettkörtlar, inneslutet i ett hölje av skivepiteliskt bindväv och vanligen en grön-brun vätska med fettceller.
Dermoidcystor kan uppkomma i hela kroppen, och växer långsamt. Vanligen uppkommer de i ansiktet, i hjärnan, äggstockarna, eller nedre delen av ryggen. De ger inga symtom om de inte går sönder (ruptur). De bildas under 3-5 fosterveckan. I några fall har samma person flera dermoidcystor.
Ruptur av dermoidcystor i hjärnan hade tidigare dödlig utgång, men förbättrad medicinsk teknik har förbättrat prognosen. Dermoidcystor i äggstockarna växer i genomsnitt 1,8 mm per år, men innan menopaus är tillväxten mycket varierande för olika kvinnor. Dermoidcystor i äggstockarna har visat sig kunna bli maligna, och till exempel utvecklas till malignt melanom.